# Paul Colman
Paul Colman (* 22. srpna 1967) je anglicko–australský pop rockový kytarista, zpěvák a skladatel. Proslavil se skupinou Paul Colman Trio, i jako sólový zpěvák. Jeho písně a umělecké schopnosti byly oceněny nominací na Grammy a Dove Awards.

## Mládí a soukromý život
Paul Colman se narodil a vyrůstal v Londýně, jeho otec byl Australan a matka Angličanka. Když mu bylo sedm let, ukončil jeho otec úspěšnou divadelní a hudební kariéru a vrátil se do Austrálie. Tam byl dlouhou dobu kazatelem baptistického sboru v Melbourne a známý gospelový zpěvák. P. Colman začal svoji hudební kariéru ve svém domově v Melbourne a založil svoji první kapelu, když mu bylo sedm let. Colmanovým životním snem však hudební kariéra nebyla. Šel studovat na vysokou školu historii, angličtinu a náboženství. Nyní žije s manželkou Rebekou a dcerami v Nashville, Tennessee.

## Kariéra
V roce 1998 založil v Melbourne skupinu Paul Colman Trio (PC3), svojí úspěšností se řadí na první místa australské křesťanské pop-rockové scény.
Jeho debutové album Fill My Cup bylo ohodnoceno TRAA na 3 body a přilákalo více než 1.000 lidí na turné po Sydney, Melbourne a Brisbane. Colmanovy fanoušky lze nalézt po celém světě díky jeho nadšení, cestování a skromnosti – není pro něj rozdíl mezi vystoupením v Ugandě, v Holandsku nebo v Perthu a jinde.
Na začátku roku 2004 oznámil konec PC3 a návrat ke své původní sólové kariéře. Jeho sólové album Let It Go získalo v Americe a Austrálii velkou popularitu.
V říjnu roku 2005 navštívil také Českou republiku, hrál na křesťanském festivalu J-Fest v Liberci, počet lidí v libereckém výstavišti se vyšplhal na tisícovku. Téhož roku vstoupil do křesťanské rockové skupiny Newsboys , kde nahradil kytaristu Bryana Olesena, který založil vlastní skupinu Casting Pearls. První album po Colmanově příchodu bylo natočeno 31. října roku 2006 a nazváno GO. V roce 2009 Colman skupinu Newsboys opustil, aby se plně věnoval své sólové kariéře.
V srpnu roku 2014 také vystoupil v Česku v rámci křesťanském multižánrovém festivalu United ve Vsetíně.

## Diskografie

### Sólová alba
- Life Is Where You Are EP (1997)
- The Band Thing (1997)
- One Voice, One Guitar (1998)
- Official Bootleg (2000)
- One Voice One Guitar Vol 2 (2005)
- Let It Go (2005)
- History (2009)
- If I Was Jesus EP (2009)
- From the Saltland to the River (2012)
- Recalculating EP #1 (2015)
- Recalculating EP #2 (2016)
- Recalculating EP #3 (2016)
- Recalculating (2016)
- Most Requested (2016)

### Se skupinou Paul Colman Trio
- Live in America (Official Bootleg), 1999
- Serious Fun, 1999
- Turn, 2000
- pc3 – Live Acoustic, 2001
- pc3 – Live Electric, 2001
- pc3 – Live (USA version), 2001
- New Map of the World, 2002
- One, 2003
- Return, 2011

### Se skupinou Newsboys
- GO, 2006
- GO Remixed, 2007
- The Greatest Hits, 2007
- Houston We Are GO, 2008